# Alexander Schultz
Alexander Schultz, född 25 maj 1901 i Kristiania i Norge, död 3 december 1981 i Oslo, var en norsk konstnär.
Alexander Schultz var son till Eugène Schultz, född Schoulgin (1871–1917) och Emelie (Nini) Gulbranson (1869–1942). Fadern var professor i zoologi i Sankt Petersburg i Ryssland och Alexander Schultz växte upp där. Efter faderns död 1917 studerade han måleri i Paris 1919–1928, delvis för Othon Friesz och Henrik Sørensen. Senare studerade han vid Statens kunstakademi i Oslo 1935–1937 för Jean Heiberg och Georg Jacobsen.
Han fick ett genombrott 1949 med en utställning på Kunstnerernes Hus i Oslo och en annan 1964 på Galleri Haaken i Oslo. Han blev professor 1955 på Statens kunstakademi och var dess chef 1958–1965. Han hade bland andra Kåre Tveter, Frans Widerberg, Rolf Aamot och Odd Nerdrum som elever.
Han gifte sig 1929 med Else Catharina Nygaard (1903–1998). De hade sönerna författaren Eugene Schoulgin (född 1941) och urologen Alexander Schultz (född 1946).